# 京都市営地下鉄烏丸線
烏丸線（からすません）は、京都府京都市左京区の国際会館駅から同市伏見区の竹田駅までを結ぶ京都市営地下鉄の路線である。ラインカラーは緑  、路線記号は「K」。

## 概要
京都市初の市営地下鉄路線である。1981年（昭和56年）に北大路駅 - 京都駅間が開業した。1988年（昭和63年）に京都駅 - 竹田駅間、1990年（平成2年）に北山駅 - 北大路駅間、1997年（平成9年）に国際会館駅 - 北山駅間と順次延伸されている。北大路駅 - 十条駅間は烏丸通の地下を通り、同市中心部を南北に貫いている。竹田駅は地上区間になっており、これは東西線を含めた京都市営地下鉄全線で唯一である。開業当初は4両編成で運行されていたが、竹田駅への延伸開業後は全列車が6両編成で運行されている。竹田延伸開業の約2か月後から近畿日本鉄道（近鉄）京都線との相互乗り入れを行い、当初は新田辺駅まで、後に近鉄奈良駅まで直通運転区間が拡大されている。烏丸線内はすべての駅が将来の増結に対応したホーム長となっている。2022年度は一日平均約25万人の利用があった。関西圏の地下鉄の中ではOsaka Metroの4路線（御堂筋線、谷町線、堺筋線、中央線）に次いで5番目に利用者数が多い。

### 路線データ
- 路線距離（営業キロ）：13.7 km（地上部0.4 km）[1]
- 軌間：1435 mm（標準軌）
- 駅数：15駅（起終点駅含む）
- 複線区間：全線
- 電化区間：全線電化（直流1500V・架空電車線方式）
- 地上区間：竹田駅
- 閉塞方式：車内信号式(ATC)
- 最高速度：75 km/h[1][3]
- 平均速度：38.7 km/h（2021年4月1日現在）[1]
- 表定速度：29.9 km/h（2021年4月1日現在）[1]
- 全線所要時分：27分30秒（2021年4月1日現在）[1]
- 総建設費：3054億円[注釈 2]

### 路線の特徴
京都市内の主要観光地のうち、沿線に所在するものは京都御所（今出川駅、丸太町駅）や東本願寺（京都駅、五条駅）などにとどまっており、その他の主要観光地へは地下鉄東西線や京都市バス・京都バスなどの路線バス利用となることが多い。また、沿線には以下の大学が所在している。
- 京都産業大学（国際会館駅から京都バス40系統、または北大路駅から京都市バス北3系統など。最寄りバス停は京都産業大学前である。ラッシュ時には大学への直行便・臨時便が増発される）
- 京都精華大学（国際会館駅からシャトルバス。最寄駅は叡山電鉄鞍馬線京都精華大前駅である）
- 京都工芸繊維大学（松ヶ崎駅）
- 京都府立大学、京都ノートルダム女子大学（北山駅）
- 大谷大学・短期大学部（北大路駅）
- 同志社大学、同志社女子大学（今出川校地：今出川駅）
- 平安女学院大学（京都キャンパス：丸太町駅）
- 佛教大学（紫野キャンパス：北大路駅からバス、四条センター：四条駅）
- 龍谷大学・短期大学部（深草学舎：くいな橋駅、大宮学舎：京都駅。ただし深草学舎は京阪本線龍谷大前深草駅の方が近い）

## 運行形態
線内折り返し運転のほかに、竹田駅から近鉄京都線に乗り入れ相互直通運転を行っている。2025年2月22日改正ダイヤでは、昼間時間帯は1時間に8本（7分30秒間隔。線内折り返し6本、新田辺駅直通普通2本）が運転される。全列車が国際会館駅と竹田駅間を通しで運転しており、途中駅を始発駅・終着駅とする区間列車は設定されていない。また、近鉄特急は乗り入れていない。

### 線内折り返し
線内折り返し列車は、昼間は1時間あたり6本運転される。多客期（ゴールデンウィーク・行楽シーズン・祇園祭・大文字送り火）は増発される場合がある。
京都市交通局の車両と走行距離を合わせるため、近鉄の車両も運用されている。駅の行き先案内や列車の方向幕に列車種別は表示されず、黒地で「 国際会館 」「 竹田 」のように行き先のみ表示される。なお、方向幕については、3200系には同様のものが別途用意されているが、3220系は列車種別表示を無表示にして運行する。

### 近鉄直通普通
近鉄京都線新田辺駅発着の列車が、昼間は1時間に2本（30分間隔）運転される。列車の方向幕には行き先の左に種別が青地で「 普通 」と表示される。国際会館行きの場合でも、種別表示のない線内折り返し用のものに変更されず、そのまま烏丸線に直通する。
2024年3月16日のダイヤ変更までは平日夕方に近鉄宮津発国際会館行き普通が1本運転されていた。近鉄宮津発のみで逆の国際会館発近鉄宮津行きはなく、近鉄の車両による運行だった。

### 近鉄直通急行
近鉄奈良駅発着の急行が朝夕時間帯に運転される。烏丸線内は各駅に停車し、近鉄線内は急行停車駅に停車する。列車の方向幕には左側に種別が橙地で「 急行 」と表示されるが、国際会館行きの場合は竹田駅到着時に種別表示のない線内折り返し用の表示に変更される。2000年3月15日のダイヤ改正で新設。2012年3月20日のダイヤ改正で昼間時間帯は1時間に2本（30分間隔）から1時間に1本（60分間隔）の運転となった。2022年12月17日のダイヤ改正で、平日は朝夕時間帯のみの運行となり、2025年2月22日のダイヤ改正で土休日も朝夕時間帯のみの運行となった。
なお、急行は近鉄の車両のほか京都市交通局の車両も充当されている。地下鉄線内でも優等列車として運転される列車に地下鉄事業者の車両が充当されているのは首都圏以外ではこの烏丸線のみである。

## 車両

### 自局車両
- 10系
近鉄線では地下鉄線と直通運転を行う竹田駅 - 新田辺駅・近鉄奈良駅間のみで運行。近鉄線のみでの運行はない。
- 20系
2021年度より、開業当初から運用している10系9編成をATOに対応した新型車両への置き換えを予定している[8]。2017年8月31日には総合車両製作所が「高速鉄道烏丸線新造車両デザイン検討業務」を1円で受注した[9]が、車体製造及び艤装の入札では同社は辞退し、近畿車輛が5,270,000,000円で落札した[10]。2022年3月26日から運行開始した[11]。運行範囲は10系と同じく、近鉄線では地下鉄線と直通運転を行う竹田駅 - 新田辺駅・近鉄奈良駅間で運行されている。

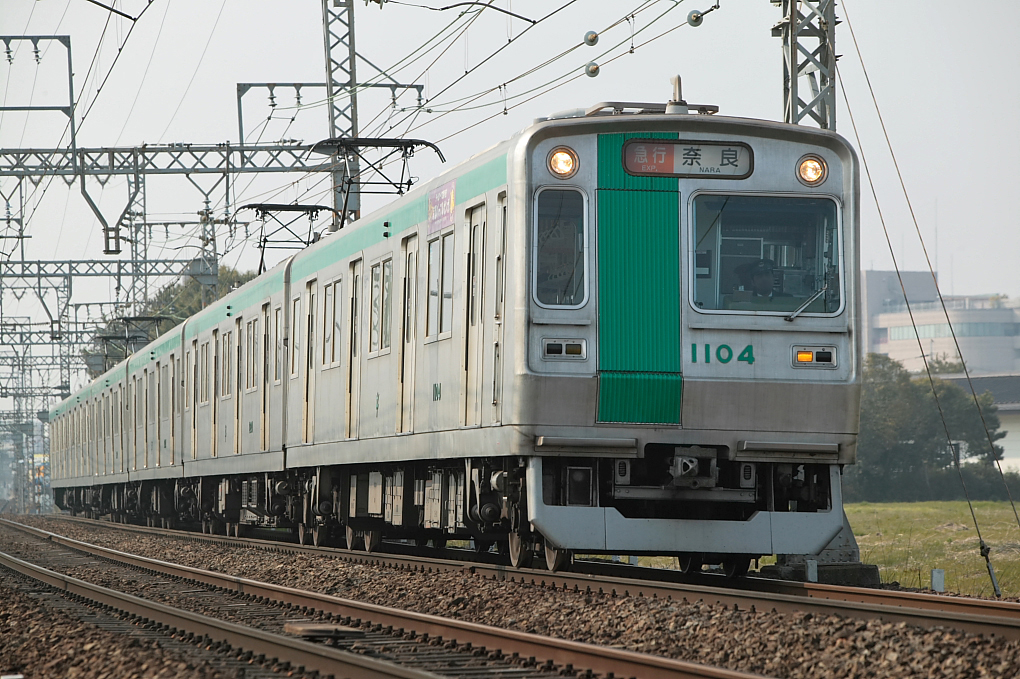
10系（1・2次車）
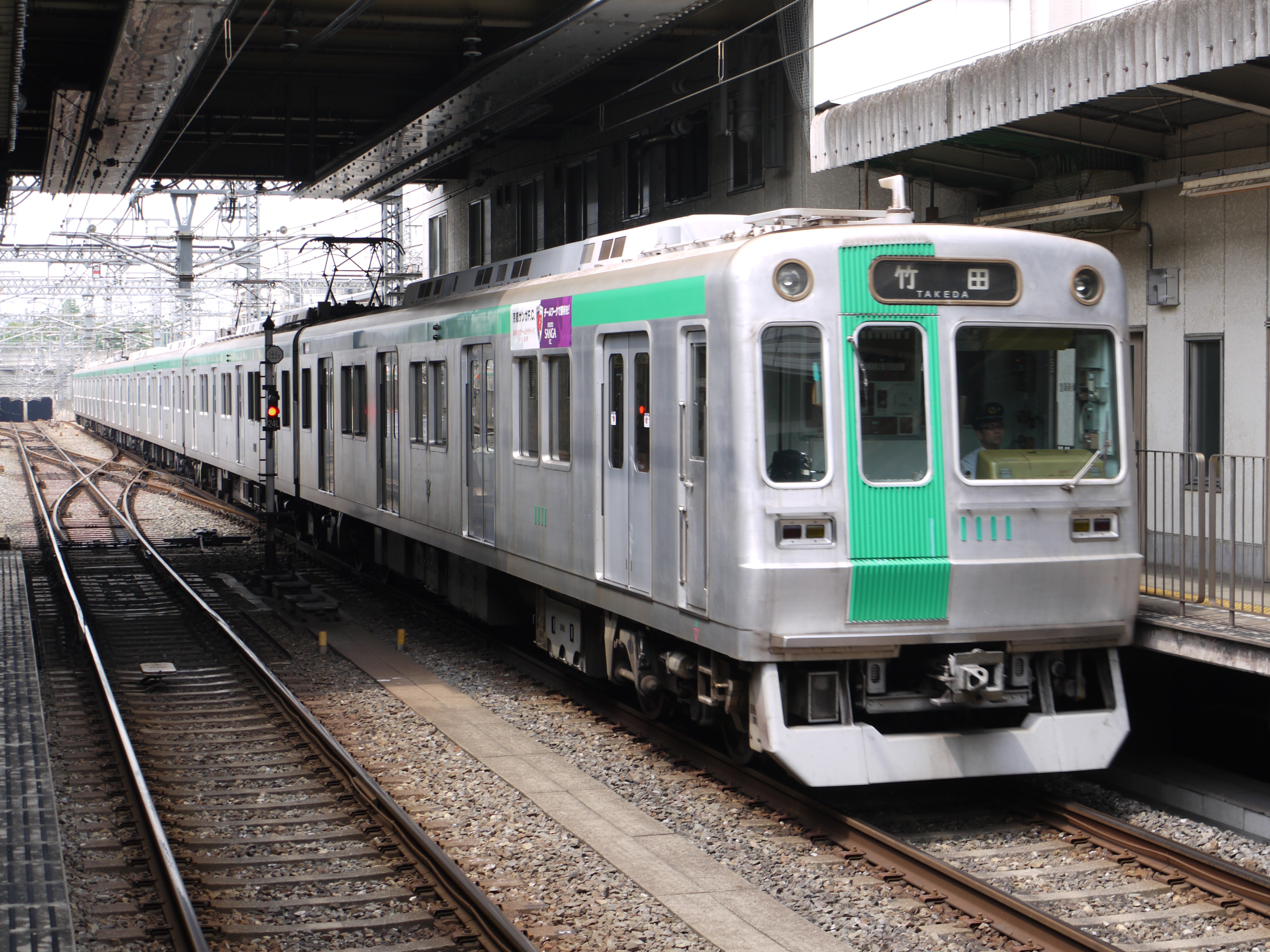
10系（3次車）
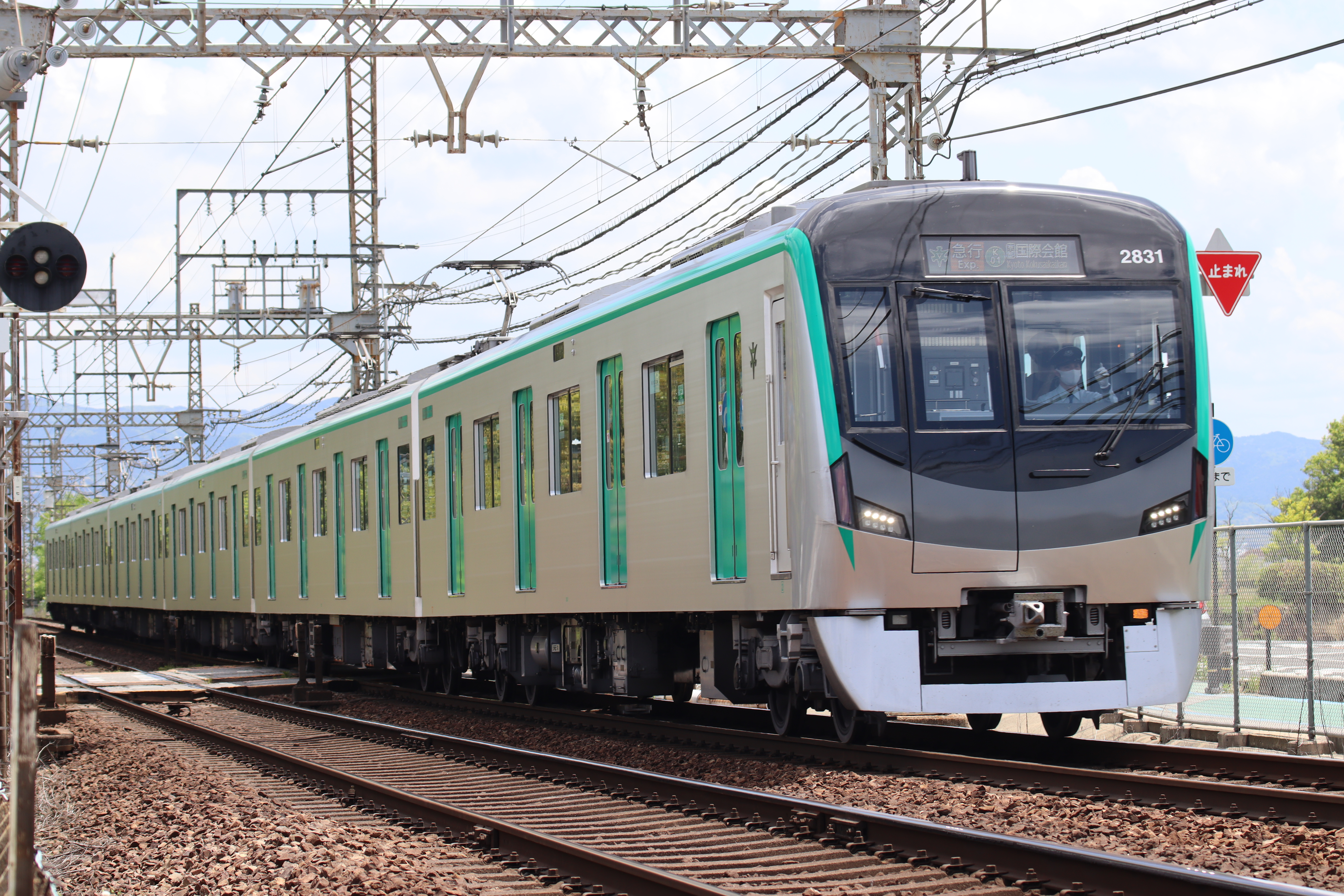
20系

### 乗り入れ車両
近畿日本鉄道
- 3200系
- 3220系

いずれも近鉄線直通列車のほか、車両使用料の相殺のため地下鉄烏丸線内のみの運用にも充当される。

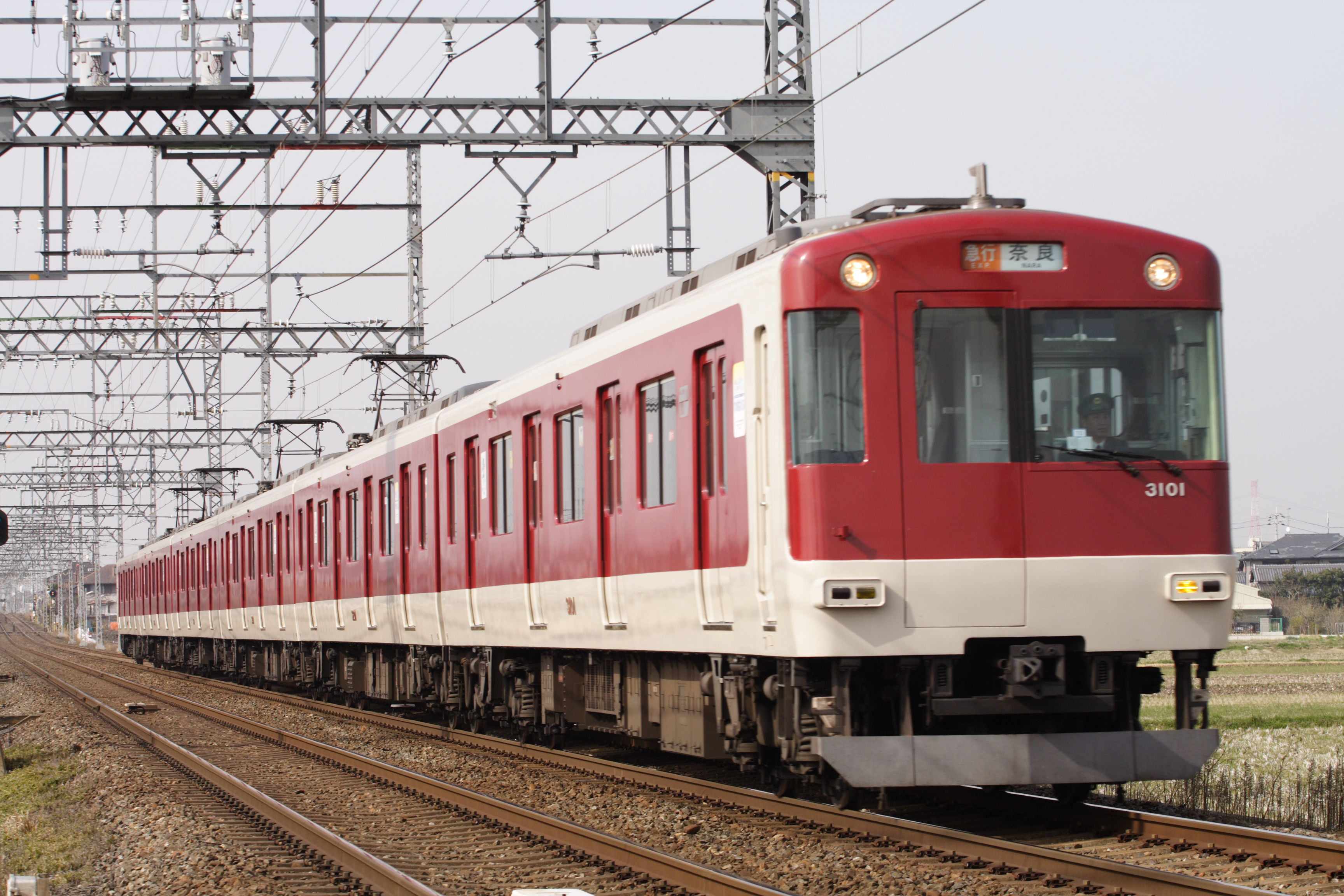
近鉄3200系
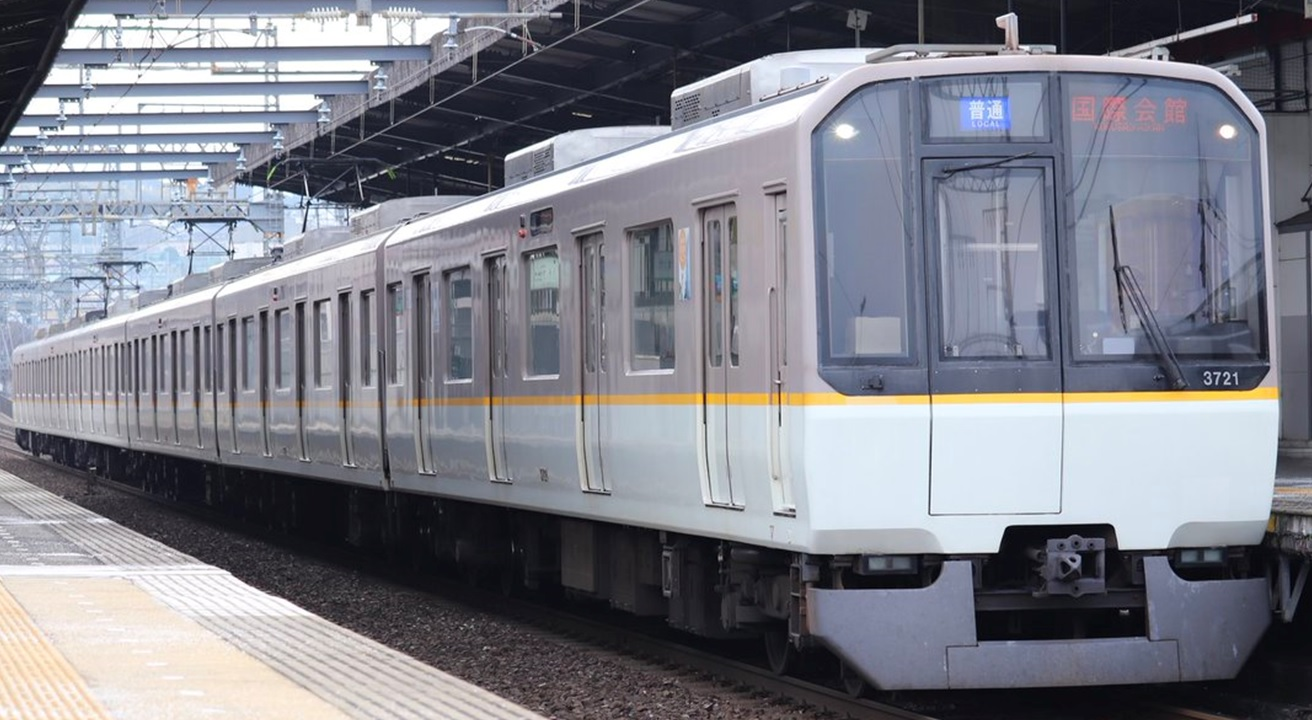
近鉄3220系

### 乗り入れが予定されていた車両
近畿日本鉄道
- 3000系
1979年（昭和54年）、地下鉄烏丸線との相互直通運転を考慮し、3000系4両1編成が製造された。近鉄唯一のオールステンレス車体、電機子チョッパ制御車。Tc-M-Mc・Tcからなる4両編成で、Tcを解放することにより3両での運用が可能であった。
将来の相互直通運転を考慮し、運転操作はデスクトップタイプの前後操作式2ハンドルで行ない、ブレーキ指令は常用制動が電気指令式、非常制動が制動管減圧式による新しい方式で、他車との連結運転はできなかった。
相互直通運転には3200系が使用されたため、1991年（平成3年）に運転操作やブレーキ方式等を8000系等と同様のものに改造して他車と連結運転を可能とし、あわせて中間運転台を撤去して4両固定編成化された。地下鉄烏丸線に乗り入れることはなく、2012年（平成24年）に廃車された。

## 歴史
- 1974年（昭和49年）11月29日：烏丸線起工式が護王神社で行われる[12]。この年に発売された「記念メダルと乗車券のセット」で開業時の試運転に乗車可能であった。
- 1981年（昭和56年）5月29日：北大路駅 - 京都駅間が開業[2]。10系電車営業運転開始。
- 1988年（昭和63年）
  - 6月11日：京都駅 - 竹田駅間が開業[13]。
  - 8月28日：近鉄京都線新田辺駅まで相互直通運転開始[13]。近鉄3200系電車の運用開始。
- 1990年（平成2年）10月24日：北山駅 - 北大路駅間が開業[14]。
- 1997年（平成9年）
  - 6月3日：国際会館駅 - 北山駅間が開業し全線開通（正午から営業開始）。東西線の開業に先立って御池駅を烏丸御池駅に改称[15]。
  - 12月1日：12月10日までの期間限定で、京都会議開催に伴い国際会館駅 - 高の原駅間の直通運転を実施。
- 2000年（平成12年）3月15日：国際会館駅 - 近鉄奈良駅間直通の急行を運転開始（昼間時間帯は30分間隔で運転）。近鉄3220系電車の営業運転開始。
- 2010年（平成22年）3月19日：白紙ダイヤ改正を実施。21・22時台の増発や、烏丸御池駅での乗り継ぎ時間の均等化などを行う。また、烏丸御池駅での烏丸線・東西線終電の全方向一斉発車作戦「シンデレラクロス」を開始。
- 2011年（平成23年）3月25日：この日から開業当時より30年間使用された接近放送が更新され、入線メロディが導入された。ただし東西線で導入された発車メロディは採用されていない[注釈 5]。また、放送はこれまで上下とも女声であったものが上下別（上りは男声で下りが女声）となり、メロディも上下で異なるものを使用している[16]。
- 2012年（平成24年）3月20日：ダイヤ改正。昼間時間帯の急行を60分間隔での運転に減便。
- 2013年（平成25年）3月23日：交通系ICカードの全国相互利用を開始。
- 2014年（平成26年）12月20日：烏丸御池駅で可動式ホーム柵の稼働を開始（2015年度には四条駅、京都駅にも設置）。
- 2015年（平成27年）10月2日：年末年始及びお盆期間を除いた毎週金曜日のみ終電を30分延長する「コトキン・ライナー」の運転を開始（烏丸御池駅での「シンデレラクロス」も実施）。
- 2018年（平成30年）3月17日：ダイヤ改正を実施。平日ダイヤの7時台と10時台に各1往復及び15 - 17時台に2往復増便。平日・土休日ダイヤともに国際会館駅の始発を5分繰り上げる。
- 2021年（令和3年）3月26日：「コトキン・ライナー」の運行を当面の間休止[17]。
- 2022年（令和4年）
  - 3月26日：20系の運行を開始[11][18]。
  - 12月17日：ダイヤ改正を実施。日中毎時8本運転から7本運転に減便[19]、平日の国際会館駅 - 近鉄奈良駅間直通の急行の運転時間帯を日中から朝夕に変更[6]。
- 2025年（令和7年）
  - 2月22日：ダイヤ改正を実施。日中毎時7本運転から8本運転に増便[20]、土休日も国際会館駅 - 近鉄奈良駅間直通の急行の運転時間帯を日中から朝夕に変更[21]。

## 延伸計画
地下鉄が構想された当初の1970年代から、竹田駅で近鉄京都線と交差し三栖まで延伸する計画がある。
2004年にも近畿運輸局長の諮問を受けた近畿地方交通審議会が、中長期的に望まれる鉄道ネットワークとして竹田駅以南の延伸計画を答申した。ルートは大手筋を経て、京阪本線の中書島駅と淀駅の間（横大路）付近までの4.4kmとなっている。延伸により、らくなん進都（高度集積地区）に指定されている油小路通沿線地域の活性化が期待されるが、交通局は2017年の京都新聞の取材に対し、地下鉄事業に多くの借金があることを理由に工事着手は困難としている。
さらに、宇治川を越えて南進し、宇治川南部に計画された洛南新都市まで延伸する構想もあったが、2004年の近畿地方交通審議会の答申では触れられていない。
北端も岩倉地区まで延伸する構想があったが、こちらも近畿地方交通審議会の答申で触れられていない。

## 駅一覧
- 全駅京都府京都市内に所在。
- 普通・急行：烏丸線内は各駅に停車。
- 乗り入れ区間である竹田 - 新田辺・近鉄奈良間の停車駅は「近鉄京都線」を参照。
- 2013年1月時点で、九条駅を除く各駅の駅名標には近隣施設名が広告として併記されている[26]。

| 駅番号             | 駅名               | 駅間キロ           | 営業キロ           | 1日平均 乗降客数 （2023年度）                       | 接続路線 | 所在地                                              |
| ------------------ | ------------------ | ------------------ | ------------------ | --------------------------------------------------- | --- | --------------------------------------------------- |
| K01                | 国際会館駅         | -                  | 0.0                | 24,994                                              | | 左京区                                              |
| K02                | 松ヶ崎駅           | 1.6                | 1.6                | 10,316                                              | | 左京区                                              |
| K03                | 北山駅             | 1.0                | 2.6                | 13,849                                              | | 北区                                                |
| K04                | 北大路駅           | 1.2                | 3.8                | 30,508                                              | | 北区                                                |
| K05                | 鞍馬口駅           | 0.8                | 4.6                | 9,763                                               | | 上京区                                              |
| K06                | 今出川駅           | 0.8                | 5.4                | 25,102                                              | | 上京区                                              |
| K07                | 丸太町駅           | 1.5                | 6.9                | 23,985                                              | | 中京区                                              |
| K08                | 烏丸御池駅         | 0.7                | 7.6                | 49,352                                              | 京都市営地下鉄： 東西線 (T13) | 中京区                                              |
| K09                | 四条駅             | 0.9                | 8.5                | 101,362                                             | 阪急電鉄： 京都本線（烏丸駅:HK-85） | 下京区                                              |
| K10                | 五条駅             | 0.8                | 9.3                | 17,659                                              | | 下京区                                              |
| K11                | 京都駅             | 1.0                | 10.3               | 128,442                                             | 東海旅客鉄道： 東海道新幹線 西日本旅客鉄道： 東海道本線（JR京都線・琵琶湖線:JR-A31）・ 湖西線 (JR-B31)・ 山陰本線（嵯峨野線:JR-E01）・ 奈良線 (JR-D01) 近畿日本鉄道：B 京都線 (B01) | 下京区                                              |
| K12                | 九条駅             | 0.8                | 11.1               | 5,980                                               | | 南区                                                |
| K13                | 十条駅             | 0.7                | 11.8               | 9,042                                               | | 南区                                                |
| K14                | くいな橋駅         | 1.2                | 13.0               | 5,999                                               | | 伏見区                                              |
| K15                | 竹田駅             | 0.7                | 13.7               | 57,754                                              | 近畿日本鉄道：B 京都線 (B05)（直通運転・下記参照） | 伏見区                                              |
| 近鉄線直通運転区間 | 近鉄線直通運転区間 | 近鉄線直通運転区間 | 近鉄線直通運転区間 | ○普通…京都線新田辺駅まで ○急行…奈良線近鉄奈良駅まで | ○普通…京都線新田辺駅まで ○急行…奈良線近鉄奈良駅まで | ○普通…京都線新田辺駅まで ○急行…奈良線近鉄奈良駅まで |

1. ↑  東西線の乗降客数を含み、烏丸線・東西線相互間の乗り換え客数は含まない（つまり、烏丸御池駅の改札を通過した人数である）
2. ↑  名目上の湖西線分岐駅は東海道本線（琵琶湖線）山科駅だが、すべての列車が京都駅に乗り入れる
3. ↑  近鉄京都線直通客を含む

近鉄との連絡乗車券は、京都線の竹田以南の各駅と奈良線・橿原線の一部の駅までしか購入できない。
以下の駅は、近鉄線や周辺路線などに同名の駅がある。鴨川を挟んで1駅分ほど離れた場所にある京阪本線・鴨東線の駅と同名だった駅もあったが、京阪側が中之島線開業時に駅名を変更した。近鉄の並行区間に同名の駅が所在する事例もあり、近鉄の路線図の一部では小さく「烏丸」と併記されているものもある。
- 松ヶ崎駅 - 近鉄山田線にも松ヶ崎駅がある。
- 丸太町駅 - 京阪の神宮丸太町駅の旧駅名と同名だった。
- 四条駅 - 京阪の祇園四条駅の旧駅名と同名だった。（一般には、近隣の交差点名から、阪急烏丸駅と合わせて「四条烏丸の駅」と呼ばれる）
- 五条駅 - 京阪の清水五条駅の旧駅名と同名だった。JR和歌山線にも五条駅がある。
- 京都駅 - 近鉄・JRの駅と同名であるため、近鉄の路線図の一部では小さく「烏丸」と併記されているものもある。
- 九条駅 - 直通先である近鉄橿原線に九条駅が、さらにその近鉄の直通先である阪神なんば線とOsaka Metro中央線に九条駅がある。[注釈 6]
- 十条駅 - 近鉄の十条駅と近隣。

駅の案内サインおよび駅名標は開業時からの独特のものが使われているが、前者については利用客の多い駅では駅ナカ商業施設「KOTOCHIKA」開業に合わせてユニバーサルデザインに準拠したものに更新されている。なお、東西線で導入されたステーションカラーについては烏丸線では採用していない。
2014年度（平成26年度）から駅に可動式ホーム柵を順次設置している（2014年度に烏丸御池駅、2015年度は四条駅・京都駅に設置し、2028年（令和10年）度を目標に全駅に設置の予定）。

## 歴史的遺構の発見
烏丸線建設に先立って行われた発掘調査では、多数の遺構が発見された。遺物の一部は開通時に御池駅（現在の烏丸御池駅）のギャラリーで展示された。最大のものは旧二条城遺構であった。

## 利用状況
| 年度   | 乗車人員  |
| ------ | --------- |
| 2009年 | 205,994人 |
| 2010年 | 209,615人 |
| 2011年 | 212,400人 |
| 2012年 | 215,865人 |
| 2013年 | 223,517人 |
| 2014年 | 258,604人 |
| 2015年 | 266,432人 |
| 2016年 | 271,104人 |
| 2017年 | 274,950人 |
| 2018年 | 282,105人 |
| 2019年 | 284,840人 |
| 2020年 | 182,341人 |
| 2021年 | 204,164人 |
| 2022年 | 246,008人 |